# Tmesisternus ochreomaculatus
Tmesisternus ochreomaculatus är en skalbaggsart som beskrevs av Stefan von Breuning 1942. Tmesisternus ochreomaculatus ingår i släktet Tmesisternus och familjen långhorningar. Inga underarter finns listade i Catalogue of Life.